# Anh Thơ
Anh Thơ (Ninh Giang, Província d'Hải Dương, 25 de gener de 1921 - Hanoi, 14 de març de 2005), de nom real Vương Kiều Ân, va ser un poetessa vietnamita.
El 1943, va publicar Hương xuân (Perfum de primavera), la primera col·lecció de poessia fet per una dona en alfabet vietnamita, juntament amb Hằng Phương, Vân Đài i Mộng Tuyết.

## Biografia
Anh Thơ va néixer el 25 de gener de 1912 a la ciutat de Ninh Giang, província d'Hải Dương (Vietnam). El seu pare era mestre de batxillerat i treballava com a funcionari a França, per la qual cosa va haver de traslladar-se a molts llocs. Inicialment, va adoptar el pseudònim «Hong Anh», però després el va canviar per «Anh Thơ».
Anh Thơ va compondre la seva primera poesia als 17 anys, Bức tranh quê (Retrats del páis). Posteriorment, va escriure articles per al diari East-West i alguns altres.
Anh Thơ es va incorporar al Việt Minh des de 1945, després d'haver estat secretària de la Unió de Dones de districte a quatre districtes (Việt Yên, Lục Ngạn, Bắc Sơn i Hữu Lũng), i membre permanent de la Unió de Dones provincial a dues províncies (Bắc Giang i Lạng Sơn).
Va ser una de les primeres membres de l'Associació d'Escriptors del Vietnam (el 1957), i membre del Comitè Executiu de l'Associació d'Escriptors del Vietnam.
De 1971 a 1975 va treballar com a redactora de la revista New Works. També va ser membre permanent de l'Associació de Literatura i Arts del Vietnam.
Va morir el 14 de març de 2005 a Hanoi a causa d'un càncer de pulmó.

## Obres
- Bức tranh quê (Retrats del país, 1939) (45 poemes).
- Xưa (Hi havia una vegada, 1942) (poesia).
- Răng đen (Dents negres, 1943) (novel·la).
- Hương xuân (Perfum de primavera, 1944) (poesia, col·laboració).
- Kể chuyện Vũ Lăng (El contacontes Vũ Lăng, 1957) (històries en poesia).
- Theo cánh chim câu (Seguiu el colom, 1960) (poesia)
- Ðảo ngọc (L'Illa Perla, 1964) (poesia)
- Hoa dứa trắng (Flor de pinya blanca, 1967) (poesia)
- Mùa xuân màu xanh (La primavera és blava, 1974) (39 poemes).
- Quê chồng (Ciutat natal, 1979) (poesia)
- Lệ sương (Llàgrima de rosada, 1995) (poesia)
- Cuối mùa hoa (Floració tardana, 2000) (poesia).
- Hồi ký Anh Thơ (Memòries de poesia anglesa, 2002) (poesia, 3 volums: Từ bến sông Thương (Des de la riba del riu Thuong), Tiếng chim tu hú (El cant d'un ocell solitari), Bên dòng sông chia cắt (Al costat riu dividit)).

## Premis
Anh Thơ va ser guardonada amb el premi Ho Chi Minh de literatura i arts el 2007.